# Кејдиз (Индијана)
'Кејдиз град је у америчкој савезној држави Индијана.

## Демографија
По попису из 2010. године број становника је 150, што је 11 (-6,8%) становника мање него 2000. године.
| Група             | 2000.       | 2010.       |
| Белци             | 151 (93,8%) | 146 (97,3%) |
| Афроамериканци    | 0 (0,0%)    | 0 (0,0%)    |
| Азијати           | 6 (3,7%)    | 0 (0,0%)    |
| Хиспаноамериканци | 4 (2,5%)    | 4 (2,7%)    |
| Укупно            | 161         | 150         |